# Ernst Adolf Ferdinand Sebastian von Tschammer und Osten
Ernst Adolf Ferdinand Sebastian von Tschammer und Osten (* 19. März 1739 in Klein-Heinzendorf (Kreis Glogau); † 20. Dezember 1812 in Ohlau) war ein preußischer Generalmajor.

## Leben

### Herkunft
Sein Vater war der Herr auf Hochberg Rudolf Alexander Tschammer und Osten (* 26. März 1709; † 7. Februar 1790) und dessen Ehefrau Maria Magdalena, geborene von Wiese. Friedrich Wilhelm Alexander von Tschammer und Osten war sein älterer Bruder.

### Militärkarriere
Tschammer kam am 8. Juni 1753 als Kadett nach Berlin. Von dort wurde er am 9. März 1758 als Standartenjunker im Kürassierregiment „von Seydlitz“ angestellt und stieg am 1. September 1758 zum Kornett auf. Anschließend kämpfte er während des Siebenjährigen Krieges in den Schlachten bei Zorndorf, Hochkirch, Liegnitz, Torgau und Reichenbach. In der Zeit wurde am 20. Januar 1761 Leutnant.
Am 18. November 1770 kam er als Inspektionsadjutant zum General der Kavallerie Seydlitz. Nach dem Tod des Generals wurde er am 24. November 1773 zum General Roeder versetzt, dem Inspekteur des niederschlesischen Kavallerie. Am 2. September 1778 wurde er Stabshauptmann und nahm als solcher 1778/79 am Bayerischen Erbfolgekrieg teil. Am 8. Dezember 1779 wurde er Hauptmann und Kompaniechef. Am 26. Oktober 1788 wurde er zum Major befördert und am 18. März 1794 Eskadronchef ernannt. Am 20. Mai 1798 wurde er dann Oberstleutnant sowie am 20. Mai 1799 Oberst. Zum 1. Oktober 1799 erhielt er bereits seine Demission als Generalmajor mit einer Pension von 600 Talern. Er starb am 20. Dezember 1812 in Ohlau.

### Familie
Tschammer heiratete am 22. September 1776 in Ohlau Maximiliane Charlotte Leopoldine von Kreckwitz (* 16. November 1738; † 8. Oktober 1808).